# Ōsaki, Miyagi
Ōsaki (大崎市 Ōsaki-shi) là một thành phố thuộc tỉnh Miyagi, Nhật Bản.